# Slučajnost
Slučajnost prividni je nedostatak obrasca ili predvidljivosti događaja. Slučajni niz događaja ili koraka često nema redoslijed i ne slijedi razumljiv uzorak ili kombinaciju. Pojedinačni slučajni događaji po definiciji su nepredvidivi, ali s obzirom na to da često slijede raspodjelu vjerojatnosti, učestalost različitih ishoda tijekom brojnih događaja (ili „ispitivanja“) je predvidljiva.
Polja matematike, vjerojatnost i statistika koriste formalne definicije slučajnosti. U statistici je slučajna varijabla dodjeljivanju brojčane vrijednosti svakom mogućem ishodu prostora događaja. Time se olakšava identifikacija i izračunavanje vjerojatnosti događaja. Slučajne varijable mogu se pojaviti u slučajnim nizovima. Slučajni postupak je niz slučajnih varijabli čiji rezultati ne slijede determinirani obrazac, već slijede evoluciju opisanu distribucijom vjerojatnosti. Ovi i drugi konstrukti izuzetno su korisni u teoriji vjerojatnosti i različitim primjenama slučajnosti.
Pojam slučajnost može konkretno značiti
- Događaj se događa objektivno bez razloga.
- Događaj se događa bez razloga da bude prepoznatljiv.
- Događaj se događa u kojem su utjecajni čimbenici poznati, ali se ne mogu mjeriti ili kontrolirati, tako da rezultat nije predvidljiv ("empirijsko-pragmatična slučajnost").
- Dva događaja nemaju (poznatu) uzročno-posljedičnu vezu.
- Slučaj 1 do sada nije opažen u makroskopskom svijetu i u načelu ne bi ga trebalo otkriti. U kvantnoj mehanici raspravlja se o postojanju objektivne šanse u svezi različitih interpretacija. Stoga vrijeme propadanja sljedećeg radioaktivnog atoma iz neke količine tvari nije stoga predvidljivo.

## Povijest
U drevnoj povijesti pojmovi slučajnosti i slučajnosti bili su isprepleteni s onim sudbine. Mnogi su drevni narodi bacali kockice kako bi odredili sudbinu, a to se kasnije razvilo u igre na sreću. Većina drevnih kultura koristila je različite metode proricanja kako bi zaobišla slučajnost i sudbinu. 
Grčki su filozofi raspravljali o slučajnosti u duljini, ali samo u nekvantitativnim oblicima. Tek su u 16. stoljeću talijanski matematičari počeli su formalizirati izglede povezane s raznim igrama na sreću. U izdanju svoje knjige "Logika na sreću" iz 1888. godine John Venn napisao je poglavlje o koncepciji slučajnosti koje je uključivalo njegov pogled na slučajnosti znamenki pi, koristeći ih za izgradnju slučajnog hoda u dvije dimenzije.

## Vanjske poveznice
Arhivirana inačica izvorne stranice od 24. veljače 2011. (Wayback Machine) (engl.)